# Alvin i wiewiórki: Wielka wyprawa
Alvin i wiewiórki: Wielka wyprawa (ang. Alvin and the Chipmunks: The Road Chip) – amerykański film animowany z 2015 roku w reżyserii Walt Becker. Jego premierę zapowiedziano na 18 grudnia 2015 roku.
Jest to sequel filmu Alvin i wiewiórki z 2007 roku, oraz prequel Alvin i wiewiórki 2 z 2009 roku i Alvin i wiewiórki 3 z 2011 roku.

## Fabuła
Seria zbiegów okoliczności sprawia, że Alvin, Szymon i Teodor zaczynają wierzyć, że ich opiekun Dave ma zamiar oświadczyć się swojej dziewczynie, Samancie. Jej syn, Miles był ich prześladowcą. Wyruszają na wyprawę, by zapobiec nadciągającej katastrofie.

## Obsada
| Rola | Aktor                     | Polski dubbing          |
| --- | ------------------------- | ----------------------- |
| Ludzie |                           |                         |
| Dave Seville | Jason Lee                 | Wojciech Paszkowski     |
| James Suggs | Tony Hale                 | Tomasz Steciuk          |
| Samantha | Kimberly Williams-Paisley | Julia Kołakowska-Bytner |
| Miles | Josh Green                | Józef Pawłowski         |
| Wiewiórki |                           |                         |
| Alvin | Justin Long               | Grzegorz Drojewski      |
| Szymon | Matthew Gray Gubler       | Artur Pontek            |
| Teodor | Jesse McCartney           | Tomasz Steciuk          |
| Eleonora | Kaley Cuoco               | Katarzyna Owczarz       |
| Żaneta | Anna Faris                | Julia Kołakowska-Bytner |
| Brittany | Christina Applegate       | Agnieszka Fajlhauer     |
| Opracowanie i udźwiękowienie wersji polskiej: Studio Sonica Reżyseria: Jerzy Dominik Tłumaczenie: Arleta Walczak Dialogi polskie: Joanna Kuryłko Dźwięk: Daniel Gabor Montaż: Agnieszka Stankowska Mix: Deluxe Media Organizacja produkcji: Agnieszka Kudelska W pozostałych rolach: Jacek Król, Zbigniew Konopka, Anna Ułas, Leszek Zduń, Dorota Furtak-Masica, Paweł Ciołkosz, Julia Hertmanowska, Agnieszka Kudelska, Maciej Falana |                           |                         |

## Nagrody
- Złota Malina 2016: Najgorsza aktorka drugoplanowa